# Islandia en los Juegos Olímpicos de París 2024
Islandia estuvo representada en los Juegos Olímpicos de París 2024 por un total de 5 deportistas que compitieron en 4 deportes. Responsable del equipo olímpico es la Asociación Olímpica Nacional de Islandia, así como las federaciones deportivas nacionales de cada deporte con participación.
Los portadores de la bandera en la ceremonia de apertura fueron el tirador Hákon Svavarsson y la triatleta Edda Hannesdóttir.
El equipo olímpico de Islandia no obtuvo ninguna medalla en estos Juegos.